# Badstube Mimbach
Badstube Mimbach este o arie protejată (arie specială de conservare — SAC, sit de importanță comunitară — SCI) din Germania întinsă pe o suprafață de 11 ha, integral pe uscat.

## Localizare
Centrul sitului Badstube Mimbach este situat la coordonatele 49°13′10″N 7°17′54″E / 49.2194°N 7.2983°E.

## Înființare
Situl Badstube Mimbach a fost declarat sit de importanță comunitară în martie 1998 pentru a proteja 3 specii de animale. Situl a fost protejat și ca arie specială de conservare în iunie 2016.

## Biodiversitate
Situată în ecoregiunea continentală, aria protejată conține 4 habitate naturale: Pajiști uscate seminaturale și facies de acoperire cu tufișuri pe substraturi calcaroase (Festuco-Brometalia) (* situri importante pentru orhidee), Fânețe de joasă altitudine (Alopecurus pratensis, Sanguisorba officinalis), Păduri de fag Asperulo-Fagetum, Păduri de fag din Europa Centrală dezvoltate pe sol calcaros cu Cephalanthero-Fagion.
La baza desemnării sitului se află mai multe specii protejate:
- păsări (2): sfrâncioc roșiatic (Lanius collurio), turturică (Streptopelia turtur)
- nevertebrate (1): fluturele auriu (Euphydryas aurinia)

Pe lângă speciile protejate, pe teritoriul sitului au mai fost identificate 8 specii de plante, 9 specii de nevertebrate.